# Римас Куртинајтис
Римас Куртинајтис (литв. Rimas Kurtinaitis; Каунас, 15. мај 1960) је бивши литвански кошаркаш, а садашњи кошаркашки тренер. Играо је на позицији бека.

## Играчка каријера

### Клубови
Са московским ЦСКА је 1982. и 1983. освајао првенства Совјетског Савеза. Након тога је са Жалгирисом исти успех поново три пута узастопно, 1985, 1986. и 1987. године. Са Реал Мадридом је освојио првенство Шпаније 1994. године.
Куртинајтис је једини играч који се такмичио у брзом шутирању тројки у НБА, а да никада није играо у НБА лиги.

### Репрезентација
Са репрезентацијом Совјетског Савеза је освојио златне медаље на Олимпијским играма 1988. у Сеулу и на Европском првенству 1985. у Западној Немачкој. Сребрну медаљу има са Светског првенства 1986. у Шпанији и са Европског првенства 1987. у Грчкој. Бронзану медаљу је освојио на Европском првенству 1989. у Загребу.
Са репрезентацијом Литваније има освојене две бронзане медаље, на Олимпијским играма 1992. у Барселони и 1996. у Атланти. Такође има освојено сребро и са Европског првенства 1995. у Атини.

## Тренерска каријера
Прве тренерске трофеје у каријери је освојио са екипом Лијетувос ритаса. У периоду од 2008. до 2010. године донео је клубу из Виљнуса трофеј УЛЕБ купа 2009 године, као и две титуле првака Литваније и једну Балтичку лигу.
Од 2011. до 2016. године је водио Химки, са којим је два пута пута био освајач Еврокупа (2012, 2015) док је једном био и шампион ВТБ јунајтед лиге (2011).

## Играчки успеси

### Клупски
- ЦСКА Москва:
  - Првенство СССР (2): 1981/82, 1982/83.
  - Куп СССР (1): 1982.

- Жалгирис:
  - Првенство СССР (3): 1984/85, 1985/86, 1986/87.
  - Првенство Литваније (1): 1995/96.
  - Интерконтинентални куп (1): 1986.

- Реал Мадрид:
  - Првенство Шпаније (1): 1993/94.

### Репрезентативни
СССР
- Европско првенство:
  -  1985.
  -  1987.
  -  1989.
- Олимпијске игре:
  -  1988.
- Светско првенство:
  -  1986.

Литванија
- Олимпијске игре:
  -  1992.
  -  1996.
- Европско првенство:
  -  1995.

## Тренерски успеси

### Клупски
- Лијетувос ритас:
  - УЛЕБ куп (1): 2008/09.
  - Првенство Литваније (2): 2008/09, 2009/10.
  - Балтичка лига (1): 2008/09.
- Химки:
  - Еврокуп (2): 2011/12, 2014/15.
  - ВТБ јунајтед лига (1): 2010/11.